# Doctor Who (7.ª temporada)
A sétima temporada da série britânica de ficção científica Doctor Who teve início a 1 de setembro de 2012 com "Asylum of the Daleks" e terminou em 18 de maio de 2013 com "The Name of the Doctor". É a terceira e ultima temporada de Matt Smith, Karen Gillan e Arthur Darvill como o Décimo primeiro Doutor, Amy e Rory respectivamente. Gillan e Darvill deixaram a série no quinto episódio e foram substituídos por Jenna-Louise Coleman, interpretando Clara Oswald. Smith deixou a série no Especial de Natal de 2013.
A temporada foi transmitida simultaneamente pela BBC One no Reino Unido, BBC America, nos Estados Unidos, e no Space no Canadá, e também na ABC, na Austrália, exibindo uma semana após o seu lançamento no Reino Unido e América do Norte. A série estreou em 1 de setembro de 2012.  e foi ao ar semanalmente até 29 de setembro de 2012. Seis episódios foram transmitidos em 2012, incluindo o especial de Natal "The Snowmen",  com os oito episódios programados para a transmissão, a partir de 30 de Março em 2013.
O Doutor continua suas viagens com Amy e Rory, mas em um final trágico o Doutor terá que dizer adeus. Em luto o Doutor conta com ajuda de antigos amigos, Vastra, Jenny e Strax, com o retorno de um antigo inimigo, o Doutor terá retornar a ativa para salvar Londres, e sua vida estará nas mãos de uma misteriosa mulher que morreu duas vezes. E o grande segredo do Doutor será revelado.

## Elenco

### Elenco principal
- Matt Smith como o Décimo Primeiro Doutor (14 episódios)
- Jenna Coleman como Clara Oswald (10 episódios)
- Karen Gillan como Amy Pond (6 episódios)
- Arthur Darvill como Rory Williams (6 episódios)

### Elenco Regular
- Alex Kingston como River Song (2 episódios)
- Neve Mcintosh como Madame Vastra (2 episódios)
- Catrin Steward como Jenny Flint (2 episódios)
- Dan Starkey como Strax (2 episódios)
- Claire Skinner como Madge Arwell (1 episódio)
- Jemma Redgrave como Kate Lethbridge-Stewart (1 episódio)
- Richard E. Grant como Dr. Walter Simeon (1 episódio)
- Eve De Leon Allen como Angie Maitland (1 episódio)
- Kassius Carey Johnson como Artie Maitland (1 episódio)
- Mark Williams como Brian Williams (1 episódio)
- Nicholas Briggs como Daleks, Skaldak e Cybermens (Vozes) (3 episódios)

### Elenco Convidado
- John Hurt como War Doctor (1 episódio)
- David Bradley como Solomon (1 episódio)
- Michael Dixon como David "Dave" Oswald (1 episódio)
- Nicola Sian como Elena "Ellie" Oswald (1 episódio)
- Emilia Jones como Merry (1 episódio)
- Dougray Scott como Alec Palmer (1 episódio)
- Jessica Raine como Emma Grayling (1 episódio)
- Warwick Davis como Porridge (1 episódio)
- Sophie Downham como Clara (jovem) (1 episódio)

## Episódios
| Especial (2011) |    |                                                                               |                    |                  |                        |       |    |
| 225 | —  | "The Doctor, the Widow and the Wardrobe" "O Doutor, A Viúva e o Guarda-Roupa" | Farren Blackburn   | Steven Moffat    | 25 de dezembro de 2011 | 10,77 | 84 |
| Ao cair de uma nave, o Doutor é salvo por uma mulher, e o Doutor promete ajuda-lá num futuro próximo, quando ela precisasse. Anos depois, durante a Segunda Guerra Mundial, ele cumpre sua promessa. |    |                                                                               |                    |                  |                        |       |    |
| Parte 1 |    |                                                                               |                    |                  |                        |       |    |
| 226 | 1  | "Asylum of the Daleks" "Asilo dos Daleks"                                     | Nick Hurran        | Steven Moffat    | 1 de setembro de 2012  | 8,33  | 89 |
| Ao serem forçados pelos Daleks a irem ao seu Asilo, O Doutor e os Ponds precisam desativar o escudo de proteção do Asilo e sair do planeta antes que ele explode, enquanto são ajudados por Oswin. |    |                                                                               |                    |                  |                        |       |    |
| 227 | 2  | "Dinosaurs on a Spaceship" "Dinossauros em uma Espaçonave"                    | Saul Metzstein     | Chris Chibnall   | 8 de setembro de 2012  | 7,57  | 87 |
| Uma espaçonave ruma à destruição certa – a menos que o Doutor possa salvar a nave e sua carga improvável … de dinossauros. Ao seu lado uma rainha egípcia, um grande caçador e um membro inesperado da família Pond. |    |                                                                               |                    |                  |                        |       |    |
| 228 | 3  | "A Town Called Mercy" "Uma Cidade Chamada Misericórdia"                       | Saul Metzstein     | Toby Whithouse   | 15 de setembro de 2012 | 8,42  | 85 |
| O Doutor ganha um chapéu e uma arma em sua missão na misteriosa cidade do velho oeste Misericórdia, sitiada por um ciborgue que atende pelo nome de “O Pistoleiro”. Mas quem é ele e o que ele quer? |    |                                                                               |                    |                  |                        |       |    |
| 229 | 4  | "The Power of Three" "O Poder dos Três"                                       | Douglas Mackinnon  | Chris Chibnall   | 22 de setembro de 2012 | 7,67  | 87 |
| O Doutor e os Pond são surpreendidos por uma estranha invasão de milhões de sinistros cubos pretos. Mas o que são eles, o que há dentro deles e o mais importante: quem os enviou? Com a comunidade internacional em alerta, cabe ao Doutor descobrir quem está por trás deste mistério.                                                                                               |    |                                                                               |                    |                  |                        |       |    |
| 230 | 5  | "The Angels Take Manhattan" "Os Anjos Dominam Manhattan"                      | Nick Hurran        | Steven Moffat    | 29 de setembro de 2012 | 7,82  | 88 |
| Uma corrida contra o tempo pelas ruas de Manhattan enquanto as estátuas de Nova Iorque ganham vida ao seu redor. Com a vida de Rory em perigo, o Doutor e Amy precisam localizá-lo antes que seja tarde demais! Por sorte, uma velha amiga os ajuda nessa aventura. |    |                                                                               |                    |                  |                        |       |    |
| Especial (2012) |    |                                                                               |                    |                  |                        |       |    |
| 231 | —  | "The Snowmen" "O Boneco de Neve"                                              | Saul Metzstein     | Steven Moffat    | 25 de dezembro de 2012 | 9,87  | 87 |
| Véspera de natal de 1892 e um perigo ameaça a Terra, uma jovem governanta, Clara, chama a ajuda do Doutor. Mas ele está em luto e determinado a não se meter nos problemas do universo. Com o retorno de velhos amigos, irá mesmo o Doutor abandonar a humanidade ou ele vai lutar para salvar o mundo – e o natal – das garras geladas desta misteriosa ameaça?                       |    |                                                                               |                    |                  |                        |       |    |
| Parte 2 |    |                                                                               |                    |                  |                        |       |    |
| 232 | 6  | "The Bells of Saint John" "Os Sinos de Saint John"                            | Colm McCarthy      | Steven Moffat    | 30 de março de 2013    | 8,44  | 87 |
| Enquanto o Doutor procura uma terceira Clara em Londres, ele precisa impedir a Grande Inteligência de criar um exército de Rôbos com as almas das pessoas que se conectam a uma estranha rede Wi-Fi |    |                                                                               |                    |                  |                        |       |    |
| 233 | 7  | "The Rings of Akhaten" "Os Anéis de Arkhaten"                                 | Farren Blackburn   | Neil Cross       | 6 de abril de 2013     | 7,45  | 84 |
| Clara quer ver algo incrível, então o Doutor à leva para os anéis habitados de Akhaten, onde acontece o Festival das Ofertas. Clara conhece a jovem Rainha dos Anos (Queen of Years) e os peregrinos e nativos prontos para a cerimônia. Mas algo está se mexendo na pirâmide, e um sacrifício será exigido.                                                                           |    |                                                                               |                    |                  |                        |       |    |
| 234 | 8  | "Cold War" "Guerra Fria"                                                      | Douglas Mackinnon  | Mark Gatiss      | 13 de abril de 2013    | 7,37  | 84 |
| O Doutor e Clara aterrissam em um submarino russo danificado em 1983, e ele está fora de controle indo direto para as profundezas do oceano. Uma criatura alienígena está solta a bordo, depois de escapar de um bloco de gelo do Ártico. Com os ânimos elevados e uma arma nuclear a bordo, não só a tripulação mas toda a humanidade corre perigo!                                   |    |                                                                               |                    |                  |                        |       |    |
| 235 | 9  | "Hide" "Oculto"                                                               | Jamie Payne        | Neil Cross       | 20 de abril de 2013    | 6,61  | 85 |
| Clara e o Doutor chegam a Casa Caliburn, uma mansão assombrada situada em um pântano desolado. Dentro da casa, um professor caçador de fantasmas e um talentoso vidente procuram pela Bruxa do Poço (Witch of the Well). Suas aparições estão ligadas com a história da casa, mas ela realmente é um fantasma? E o que à persegue?                                                     |    |                                                                               |                    |                  |                        |       |    |
| 236 | 10 | "Journey to the Centre of the TARDIS" "Jornada ao Centro da TARDIS"           | Mat King           | Stephen Thompson | 27 de abril de 2013    | 6,50  | 85 |
| A nave de uma equipe de resgate arrasta a TARDIS fazendo com que seu sistema entre em colapso. Quando o Doutor deixa a equipe de resgate presa fora da TARDIS, ele percebe que Clara ainda está presa dentro da nave quebrada, sendo caçada por um grupo perigoso de monstros ossificados. Ele tem apenas 30 minutos para achar Clara e salvar a TARDIS antes que ela se auto destrua. |    |                                                                               |                    |                  |                        |       |    |
| 237 | 11 | "The Crimson Horror" "O Horror de Crimson"                                    | Saul Metzstein     | Mark Gatiss      | 4 de maio de 2013      | 6,47  | 85 |
| Há algo muito estranho na vila Sweetville da Sra. Gillyflower, com suas ruas perfeitamente limpas e muita gente bonita. Há algo ainda mais estranho sobre os corpos que aparecem no rio, todo vermelho brilhante e ceroso. Quando o Doutor e Clara estão desaparecidos, cabe a Vastra, Jenny e Strax resgatá-los antes que eles também virem vítimas do Horror de Crimson.             |    |                                                                               |                    |                  |                        |       |    |
| 238 | 12 | "Nightmare in Silver" "O Pesadelo de Metal"                                   | Stephen Woolfenden | Neil Gaiman      | 11 de maio de 2013     | 6,64  | 84 |
| Ao chegar no famoso parque temático O Mundo de Herdwick, O Doutor, Clara, Artie e Angie precisam derrotar os novos e melhorados Ciborgues antes que o planeta em que eles estão exploda. |    |                                                                               |                    |                  |                        |       |    |
| 239 | 13 | "The Name of the Doctor" "O Nome do Doutor"                                   | Saul Metzstein     | Steven Moffat    | 18 de maio de 2013     | 7,45  | 88 |
| Depois de descobrir que alguém invadiu Trenzalore, Clara e o Doutor precisam descobrir quem e por quê antes que seu maior segredo seja revelado. |    |                                                                               |                    |                  |                        |       |    |

## Prequelas
| Título | Dirigido por       | Escrito por    | Exibição original                                           |
| --- | ------------------ | -------------- | ----------------------------------------------------------- |
| "The Doctor, The Widow and the Wardrobe Prequel" | Marcus Wilson      | Steven Moffat  | 6 de dezembro de 2011 (online)                              |
| "Asylum of the Daleks - Prequel" | Saul Metzstein     | Steven Moffat  | 2 de setembro de 2012 (iTunes, Zune e Amazon Instant Video) |
| Um mensageiro encapuzado informa ao Doutor que uma mulher, Darla von Karlsen, pede sua ajuda para libertar sua filha. O mensageiro fornece coordenadas no espaço-temporais que o leva para o planeta Skaro. |                    |                |                                                             |
| "The Making of The Gunslinger" | Neill Gorton       | Toby Whithouse | 16 de setembro de 2012 (online)                             |
| "The Great Detective" | Saul Metzstein     | Steven Moffat  | 16 de novembro de 2012                                      |
| Vastra, Jenny e Strax tentam tirar o Doutor da aposentadoria. |                    |                |                                                             |
| "Vastra Investigates" | Saul Metzstein     | Steven Moffat  | 17 de dezembro de 2012 (online)                             |
| Prequel de "The Snowmen", Vastra, Jenny, e Strax encerram outro caso. |                    |                |                                                             |
| "The Bells of Saint John - Prequel" | John Hayes         | Steven Moffat  | 23 de março de 2013                                         |
| Prequel de "The Bells of Saint John", Desanimado por não conseguir encontrar Clara, O Doutor faz uma pausa na Terra.                                                                                        |                    |                |                                                             |
| "The Battle of Demons Run - Two Days Later" | Marcus Wilson      | Steven Moffat  | 25 de março de 2013                                         |
| "She Said, He Said" | Saul Metzstein     | Steven Moffat  | 11 de maio de 2013                                          |
| O Doutor e Clara refletem sobre o quão pouco sabem um do outro. |                    |                |                                                             |
| "Clarence and the Whispermen" | Stephen Woolfenden | Steven Moffat  | 25 de setembro de 2013 (DVD e Blu-ray)                      |
| O Doutor anda se deletando dos banco de dados do universo. |                    |                |                                                             |

## Episódios suplementares
| Título | Dirigido por   | Escrito por              | Exibição original                                                          |
| --- | -------------- | ------------------------ | -------------------------------------------------------------------------- |
| "Good as Gold" | Saul Metzstein | Alunos da Ashdene School | 24 de maio de 2012                                                         |
| Amy lembra o Doutor que ele precisa ter uma aventura de vez em quando, o Doutor cumpre e leva a TARDIS para o seu "cenário de aventura". Depois de uma série de avarias, a nave aterrissa no meio dos Jogos Olímpicos de Londres 2012, onde são visitados por um corredor olímpico em pânico, que alega que está sendo perseguido. Seu perseguidor é revelado como um Anjo Lamentador, que está procurando aproveitar a Chama Olímpica para roubar a boa bondade e espirito do planeta que a chama simboliza. O Doutor vence o anjo com a chave de fenda sônica e o corredor retoma sua missão. Antes de sair, ele dá ao Doutor sua medalha de ouro. Enquanto o Doutor se prepara para embarcar em outra aventura com Amy, o Anjo Lamentador começa a se reformar. |                |                          |                                                                            |
| Pond Life | Saul Metzstein | Chris Chibnall           | 27–31 de agosto de 2012 (5 partes) 1 de setembro de 2012 (versão completa) |
| A vida de Amy e Rory ao longo do ano após o Doutor se reunir a eles no Natal. Recebendo chamadas do Doutor, informando as coisas ridículas que ele está tramando. Outras vezes, ele aparece na hora errada, devido ao mau funcionamento da TARDIS. |                |                          |                                                                            |
| "P.S." | N/A            | Chris Chibnall           | 12 de outubro de 2012 (online)                                             |
| Um mini episódio, representado em desenhos, de uma carta que Rory deixa para seu pai Brian explicando que eles nunca vão se ver outra vez. A cena foi originalmente destinado a ser incluído no lançamento do DVD, mas não foi filmado devido a problemas de disponibilidade de ator. |                |                          |                                                                            |
| "Rain Gods" | N/A            | Neil Gaiman              | 25 de setembro de 2013 (DVD e Blu-ray)                                     |
| Doutor e River tentam fugir do Planeta Perdido dos Deuses da Chuva. |                |                          |                                                                            |
| "Clara and the TARDIS" | N/A            | Steven Moffat            | 25 de setembro de 2013 (DVD e Blu-ray)                                     |
| A Tardis não deixa Clara dormir, deletando seu quarto e fazendo ela encontrar com várias versões dela que não conseguem dormir. |                |                          |                                                                            |
| "The Inforarium" | N/A            | Steven Moffat            | 25 de setembro de 2013 (DVD e Blu-ray)                                     |
| O Doutor anda se deletando dos banco de dados do universo. |                |                          |                                                                            |

## Gravações
A 7.ª Temporada começou a ser filmada em 20 de Fevereiro de 2012.. O episódio "A Town Called Mercy" foi gravado em março de 2012 em um deserto na Província de Almeria na Espanha. Em abril o episódio "The Angels Take Manhattan" teve cenas gravadas no Central Park em Nova Iorque. "The Rings of Akhaten" foi o Centésimo episódio da nova série a ser produzido, enquanto "The Crimson Horror" foi o Centésimo a ser exibido.